# Brestovec (Myjava)
Brestovec je naseljeno mjesto u okrugu Myjava u  Trenčínskom kraju u Slovačkoj.

## Stanovništvo
| Godina:     | 1993. | 2003.   | 2013.   | 2023.   |
| ----------- | ----- | ------- | ------- | ------- |
| Broj ljudi: | 1047  | 982     | 937     | 974     |
| Razlika:    |       | -6,20 % | -4,58 % | +3,94 % |

| Godina:     | 2022. | 2023.   |
| ----------- | ----- | ------- |
| Broj ljudi: | 980   | 974     |
| Razlika:    |       | -0,61 % |

Prema podacima o broju stanovnika iz 2023. godine naselje je imalo 974 stanovnika.

## Vanjske poveznice
|  | Zajednički poslužitelj ima još gradiva o temi Brestovec (Myjava) |

- Službena stranica naselja (sl.)